# تلمبه علی نورنیا رحیم‌آباد
تلمبه علی نورنیا رحیم‌آباد یک منطقهٔ مسکونی در ایران است که در دهستان کویرات (کرمان) واقع شده‌است.